# Bodrogkereszturska kultura
Bodrogkereszturska kultura je eneolitička kultura rasprostranjena između istočne Slovačke na sjeveru, preko područja istočno od Budimpešte i zapadne Transilvanije do istočne Bačke, Srijema i Banata na jugu. Prema raspoloživim, pouzdanim podacima dobivenim radiokarbonskim datiranjem, kronološki se smješta otprilike između 4000. ili 3900. do oko 3700. i 3600. g. pr. Kr. Početak bodrogkereszturske kulture veže se na kraj tiszapolgarske kulture, čiji je evolucijski sljednik.

## Značajke
Točna granica između tiszapolgarske i bodrogkereszturske kulture teško je odrediva, jer su na promjene uglavnom utjecali vanjski čimbenici. Općenito uzevši, strani utjecaj daleko je vidljiviji u materijalnim ostacima bodrogkereszturske kulture. To je najvidljivije u promjenama pri ritualu ukapanja mrtvih: od 800 poznatih grobova, 796 je kosturno. Pri tome se slijedi vrlo strog ritus - pokojnici su polagani na bok u zgrčenom položaju (žene na lijevi, muškarci na desni bok), orijentacije istok-zapad. Često se za pokapanje koriste grobovi tiszapolgarske kulture, koji se pritom ne uništavaju.

## Materijalni ostaci
Keramička je građa lošije kvalitete od tiszapolgarske, različitih dimenzija, sjajno glačane i polirane. Kao i tiszapolgarska, keramika nije oslikana, nego ukrašena urezivanjem i ubadanjem, a dodaju se i ornamenti kao što su šahovnica, meandri i slični geometrijski motivi. Za bodrogkeresztursku kulturu karakterističan je oblik tzv. Milchtopf (posuda za mlijeko), izduženog oblika, s okruglim donjim dijelom i užim vratom s dvije ručke.
Metalnih predmeta pronađeno je najviše u području Velike mađarske nizine: bojne, križne, jednosjekle i čekićaste bakrene sjekire. Od nakita su česti zlatni privjesci, prstenje i narukvice, te mramorne perle.